# Lubuagan
Lubuagan ist eine philippinische Stadtgemeinde in der Provinz Kalinga. Sie hat 8733 Einwohner (Zensus 1. August 2015).

## Baranggays
Lubuagan ist in neun Baranggays unterteilt. (Der Bevölkerungszensus 2007 ist in Klammern angegeben.)
- Dangoy (1.252)
- Mabilong (1.599)
- Mabongtot (969)
- Poblacion (1.805)
- Tanglag (681)
- Lower Uma (711)
- Upper Uma (978)
- Antonio Canao (1.032)
- Uma del Norte (Western Luna Uma) (1.156)

## Söhne und Töchter
- Prudencio Padilla Andaya junior (* 1959), katholischer Ordensgeistlicher, Bischof von Cabanatuan